# 여수 디오션 워터파크
여수 디오션 워터파크(Yeosu Theocean Water park)는 대한민국 전라남도 여수시 소호동에 위치한 워터파크이다. 여수 디오션리조트 안에 있다.

## 특징
대한민국 관광도시인 여수에 위치한 워터파크이다.

## 놀이 시설

### 실외 (매년 여름 개장)
- 캐논볼
- 로켓 슬라이드토렌트 리버
- 더블 토네이도
- 실외 바디슬라이드
- 다이렉트 슬라이드
- 실외 파도풀
- 실외 유수풀
- 아쿠아 풀
- 실외 유아풀
- 실외 키즈풀

### 실내 (매년 여름 개장)
- 실내 파도풀
- 실내 유수풀
- 실내 슬라이드
- 실내 유아풀
- 바데풀
- 뉴스파
- 액션풀